# Zul Sutan
Zul Sutan (27 tháng 2 năm 1957 – 5 tháng 12 năm 2018) là một ca sĩ và nghệ sĩ guitar Singapore.  Với tư cách là thủ lĩnh của ban nhạc rock Tania, Zul Sutan đã trở thành một cái tên quen thuộc trong nền âm nhạc Singapore trong suốt sự nghiệp kéo dài hơn 40 năm của ông. Ông qua đời vì biến chứng sức khỏe tại Bệnh viện Đại học Quốc gia vào ngày 5 tháng 12 năm 2018, thọ 61 tuổi.